# Genota
Genota is een geslacht van weekdieren uit de klasse van de Gastropoda (slakken).

## Soorten
- Genota mitriformis (Wood W., 1828)
- Genota nicklesi Knudsen, 1952
- Genota papalis (Reeve, 1843)